# Stanisław Padewski
Stanisław Padewski OFMCap (ukrainisch: Станісла́в Таде́ушович Паде́вський; * 18. September 1932 in Nowa Huta, Woiwodschaft Tarnopol, Zweite Polnische Republik, heute Ukraine; † 29. Januar 2017 in Sędziszów Małopolski, Polen) war ein ukrainischer Ordensgeistlicher und römisch-katholischer Bischof.

## Leben
1932 in der Nähe von Buczacz (damals ostpolnische Woiwodschaft Tarnopol, heute Butschatsch, Ukraine) geboren, wurde er im Dezember 1945 mit seiner Familie nach Nowe Miasteczko (Neustädtel) in der Nähe von Nowa Sól (Neusalz an der Oder) nach Westpolen zwangsumgesiedelt. In Nowa Sól besuchte er zwei Jahre das Lyzeum, ehe er 1949 in das Kapuzinerkloster in Sędziszów Małopolski eintrat, wo er den Ordensnamen Wenanty nahm. Nach seiner ersten Profess im Jahre 1950 legte er am 19. September 1953 die ewige Profess im Kapuzinerkloster Krakau ab. Von 1952 bis 1957 studierte Padewski Philosophie und Theologie am Höheren Geistlichen Seminar der Kapuzinerbrüder in Krakau.
Stanisław Padewski wurde am 24. Februar 1957 durch den Weihbischof in Krakau, Stanisław Rospond, zum Priester geweiht. 1957 absolvierte er dann die Matura am Kochanowski-Lyzeum in Krakau. 1957 bis 1959 war er Katechet und Pfarrvikar in der Kapuziner-Pfarrei in Bytom. Danach wirkte er als Religionslehrer in einer Krakauer Schule sowie als Gesangslehrer im Kapuzinerseminar. 1961 begann er ein Studium an der Geisteswissenschaftlichen Fakultät der Katholischen Universität Lublin, das er ab 1964 an der Jagiellonen-Universität Krakau fortsetzte und 1966 als Magister der polnischen Philologie abschloss. 1964 war er ein Jahr lang als Kaplan der Universität Breslau. Später war er Jugendkatechet an der Mittelschule in Krosno. In den Jahren 1970–1973 war er Guardian des Klosters in Krakau sowie Beichtvater der Bernhardinerinnen und der Dienerinnen Maria Immaculata. Nach seinem Umzug nach Rozwadów war er zunächst Hausvikar und Katechet, von 1976 bis 1985 bekleidete er das Amt des Hausguardians und Propstes von Kloster und Pfarrei. In der Zwischenzeit erhielt er die Funktion eines Provinzialvikars. Anschließend war er Kaplan in Piła und Sędziszów Małopolski.
Ab 1988 war er auf dem Gebiet der Ukrainischen Sozialistischen Sowjetrepublik tätig, unter anderem als Kaplan in den Pfarreien Bar, Polonne, Kiew, Starokonstantynow und Schepetowka. Im Jahr 1989 ließ er sich in Starokonstantynow nieder, wo er versuchte, das Kloster und die Kirche wieder zu erlangen, und im Jahr 1990 wurde er dort Pfarrer. Im Jahr 1991 war er Delegierter des Provinzials von Krakau in der Ukraine und der Sowjetunion. Er kümmerte sich um Kandidaten für das Postulat und Noviziat, koordinierte als Vertreter des Provinzials die Kontakte mit kirchlichen und zivilen Behörden sowie das Apostolat und das religiöse Leben der Brüder. Im Jahr 1992 war er Hausguardian und Pfarrer in Winniza. Außerdem war er Pfarrer der umliegenden Städte Teplyk, Graczow, Kuna und Samchyntsi. 1994 erhielt er die ukrainische Staatsbürgerschaft.
Papst Johannes Paul II. ernannte ihn am 13. April 1995 zum Titularbischof von Tigias und zum Weihbischof in Kamjanez-Podilskyj. Die Bischofsweihe spendete ihm der Apostolische Nuntius in der Ukraine, Erzbischof Antonio Franco am 10. Juni 1995; Mitkonsekratoren waren Marian Jaworski, Erzbischof von Lemberg, und Jan Olszański MIC, Bischof von Kamjanez-Podilskyj. Sein Wahlspruch lautete "Agnus Vincet".
Am 10. Oktober 1998 wurde er zum Weihbischof im Erzbistum Lemberg ernannt. 
Vier Jahre danach, am 4. Mai 2002, ernannte ihn Papst Johannes Paul II. zum ersten Bischof des mit gleichem Datum errichteten Bistums Charkiw-Saporischschja. Die Amtseinführung in der Mariä-Himmelfahrts-Kathedrale in Charkiw fand am 10. Juli 2002 statt.
Am 19. März 2009 nahm Papst Benedikt XVI. seinen altersbedingten Rücktritt an. Er kehrte nach Polen zurück und lebte zunächst im Kapuzinerkloster in Kielce. Jedoch kehrte er nach wenigen Monaten zum priesterlichen Dienst in die Ukraine zurück. Im Jahr 2012 ließ er sich im Kloster in Sędziszów Małopolski nieder, wo er am 29. Januar 2017 starb.